# 夏定国
夏定国，北京大学教授，材料学家，主要从事低铂及非铂催化剂、材料模拟计算等方面的研究工作。入选中华人民共和国教育部2011年度"长江学者"特聘教授。曾获得中国国家科技进步二等奖。